# Diócesis de Guarda
La diócesis de Guarda (en latín: Dioecesis Aegitaniensis y en portugués: Diocese de Guarda) es una circunscripción eclesiástica de la Iglesia católica en Portugal. Se trata de una diócesis latina, sufragánea del patriarcado de Lisboa. Desde el 1 de diciembre de 2005 su obispo es Manuel da Rocha Felício.

## Territorio y organización

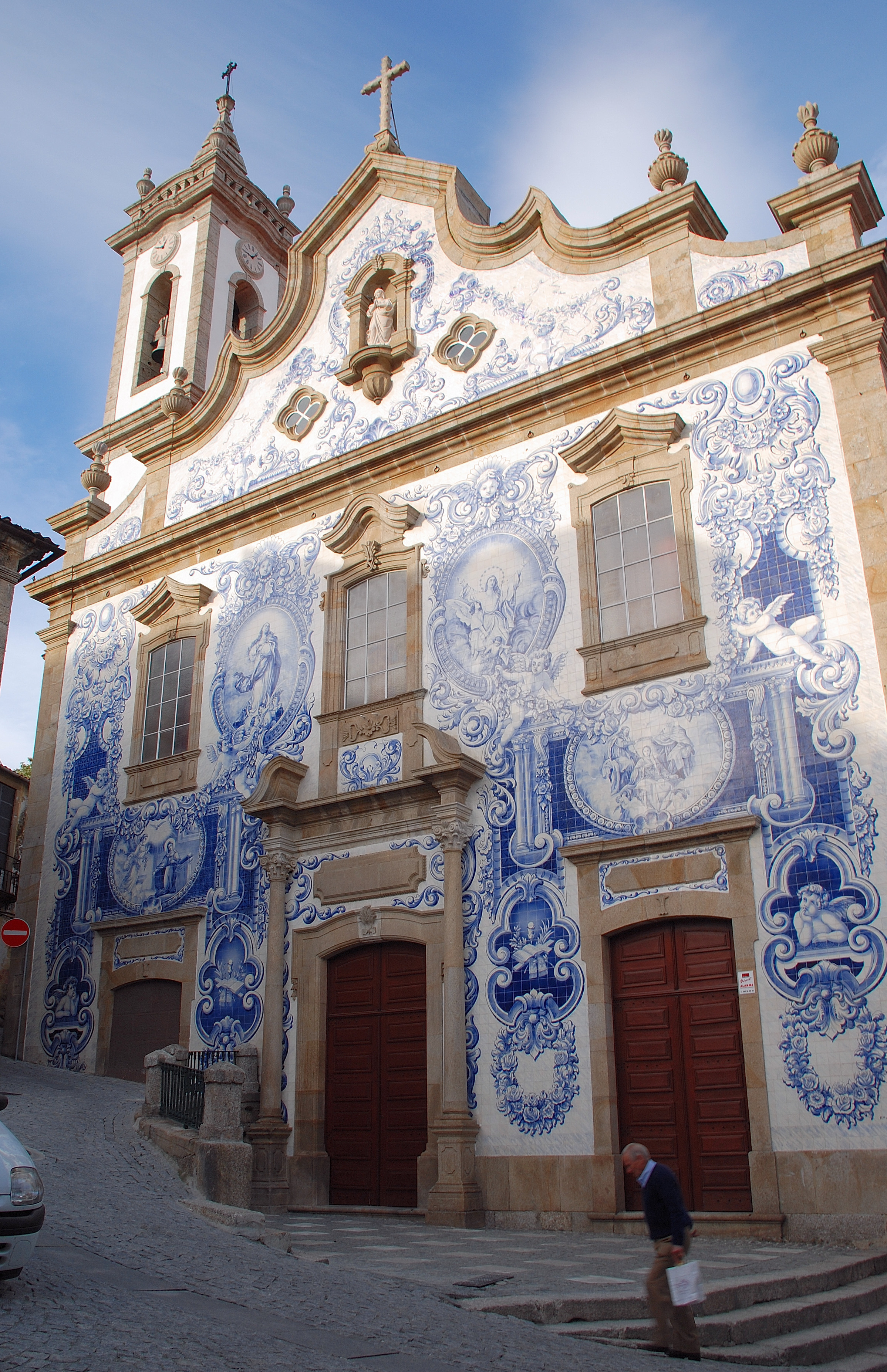
Iglesia en Covillana

La diócesis tiene 6759 km² y extiende su jurisdicción sobre los fieles católicos de rito latino residentes en los siguientes municipios:
- en el distrito de Castelo Branco: Belmonte, Castelo Branco (fracciones de Almaceda, Louriçal do Campo, Ninho de Açor y São Vicente da Beira), Covillana, Fundão y Penamacor;
- en el distrito de Coímbra, la fracción de São Gião (en el municipio de Oliveira do Hospital);
- en el distrito de Guarda, los municipios de: Almeida, Celorico da Beira, Figueira de Castelo Rodrigo, Fornos de Algodres (fracciones de Juncais, Vila Soeiro do Chão), Gouveia, Guarda, Manteigas, Pinhel, Sabugal, Seia, Trancoso y dos fracciones de Vila Nova de Foz Côa (Almendra y Castelo Melhor).

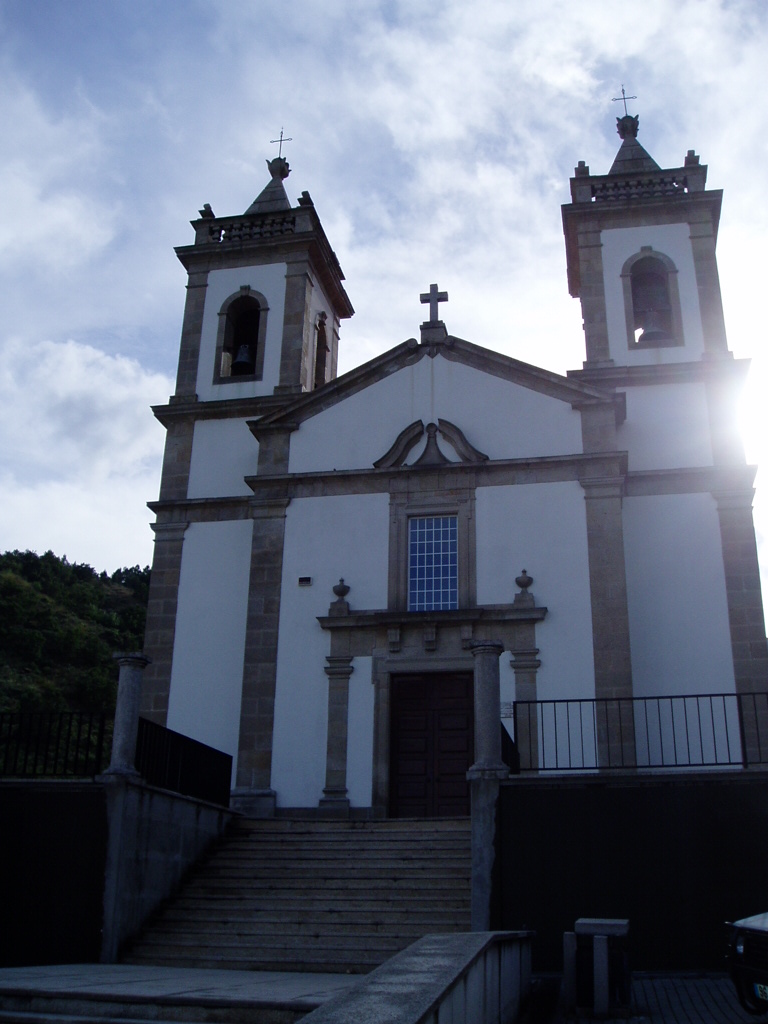
Iglesia Nuestra Señora de Fátima, en Covillana

La sede de la diócesis se encuentra en la ciudad de Guarda, en donde se halla la Catedral de Nuestra Señora de la Consolación. 

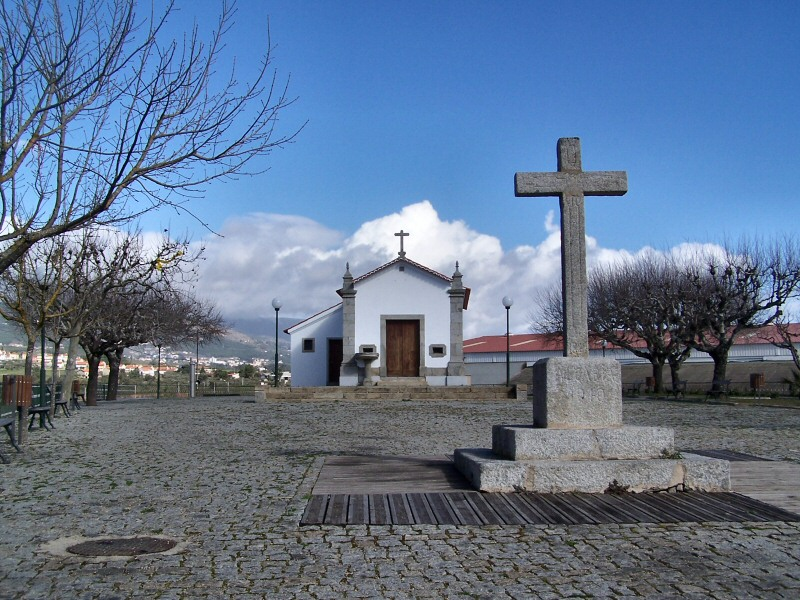
Capilla de Nuestra Señora de las Necesidades, en Alcaria

En 2021 en la diócesis existían 361 parroquias agrupadas en 17 arciprestazgos: Capelanias, Almeida, Alpedrinha, Belmonte, Celorico, Covilhã, Figueira de Castelo Rodrigo, Fundão, Gouveia, Guarda, Manteigas, Penamacor, Pinhel, Rochoso, Sabugal, Seia y Trancoso.

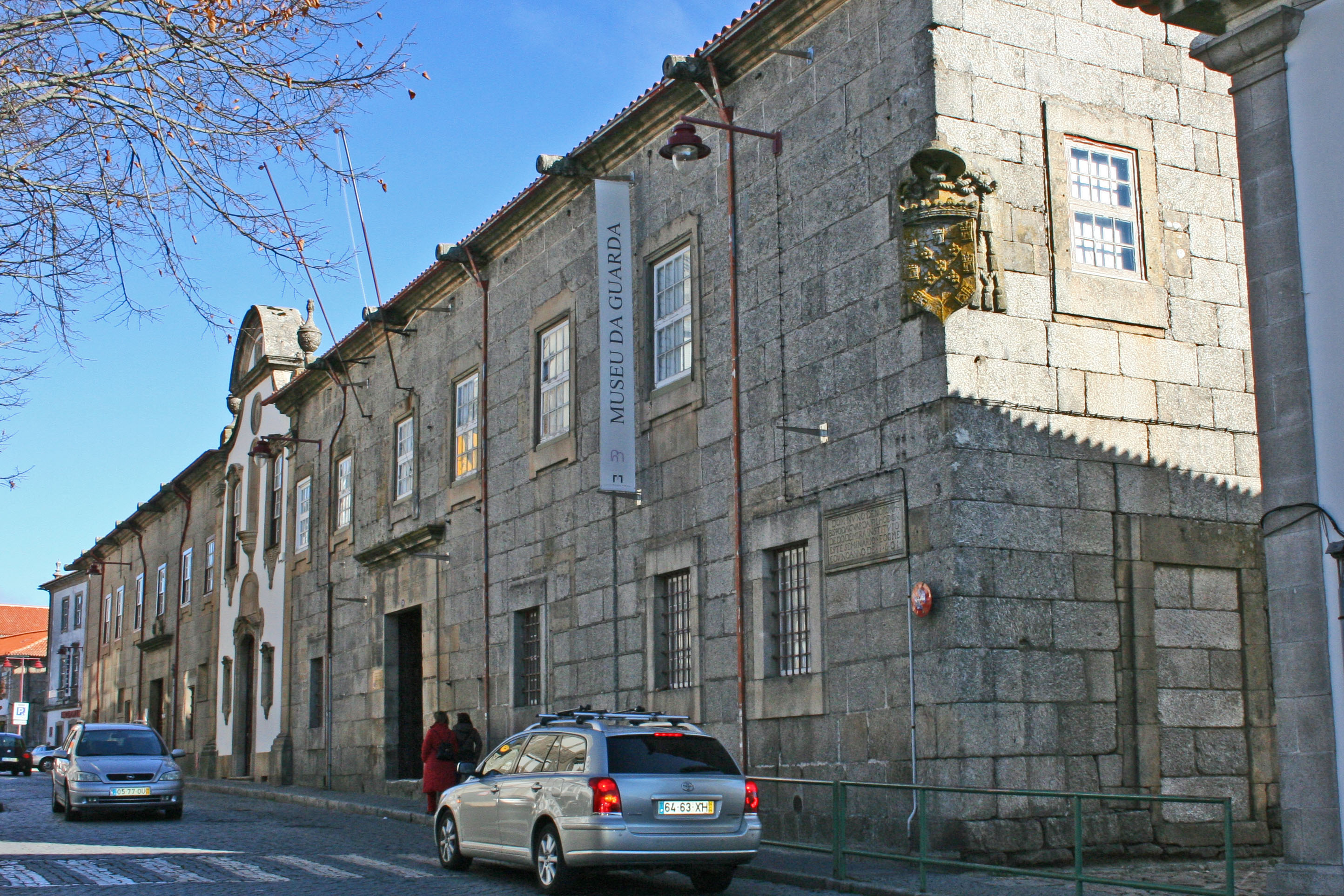
Antiguo palacio episcopal y seminario de Guarda, hoy sede del museo cívico

## Historia

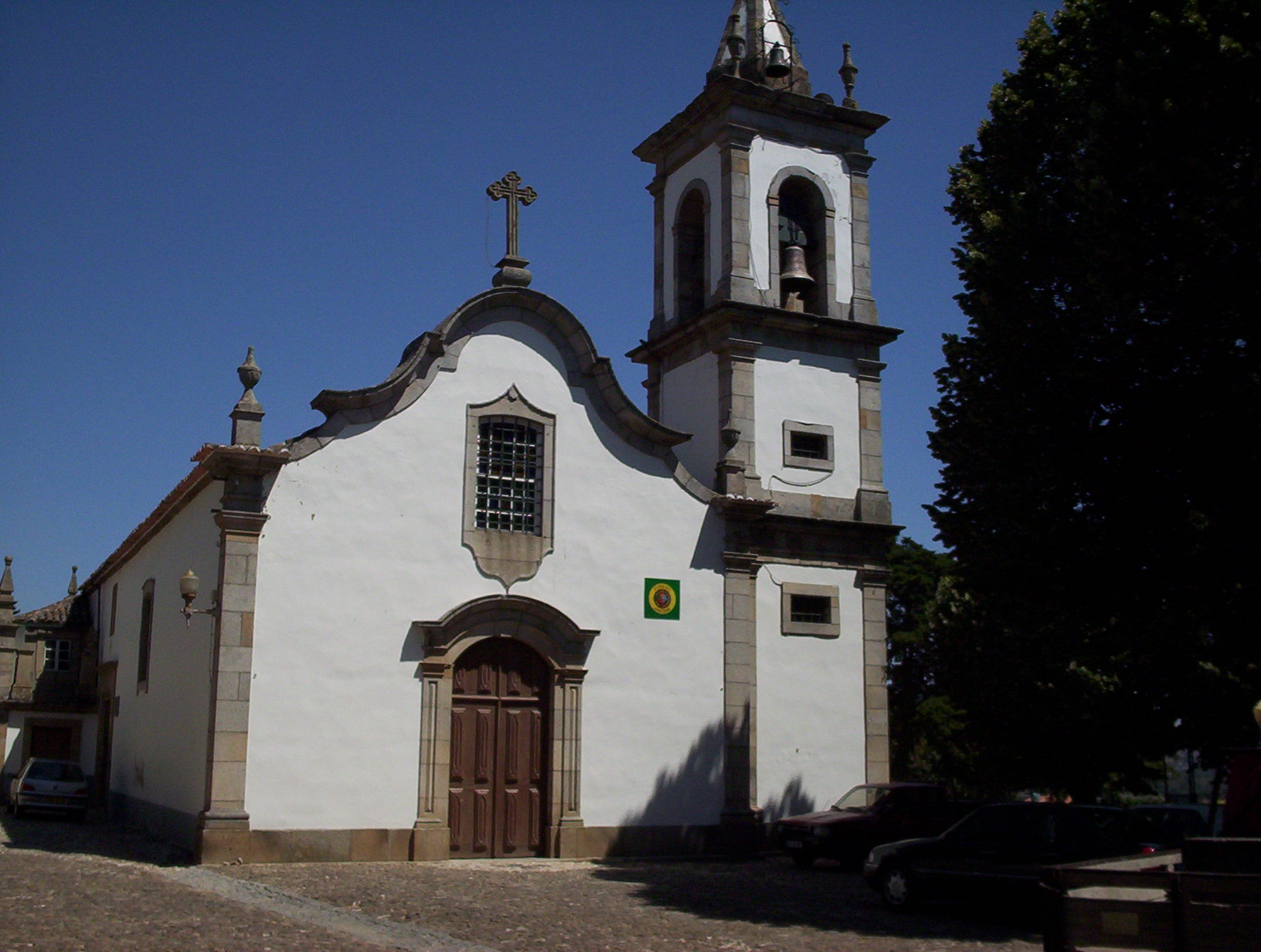
Iglesia de San Luis, antigua catedral de la diócesis de Pinhel

Egitania, correspondiente a la fracción de Idanha-a-Velha en el municipio de Idanha-a-Nova, fue sede de una diócesis, erigida con la afirmación del Reino suevo en la segunda mitad del siglo VI. El primer obispo conocido de esta diócesis es Adorico, que participó en el Concilio de Braga en 572. Originalmente era sufragánea de la arquidiócesis de Braga; después del 666 pasó a formar parte de la provincia eclesiástica de la archidiócesis de Mérida.
Se conocen otros siete obispos Aegitaniensis hasta finales del siglo VII. En 715 la ciudad episcopal fue destruida por los moros en el momento de la invasión musulmana.
Tras la reconquista cristiana, la diócesis se restableció en 1199 como sufragánea de la archidiócesis de Santiago de Compostela y con sede en Guarda, elevada a la categoría de ciudad por el rey Sancho I de Portugal el 27 de noviembre de 1199. Sin embargo, hasta el siglo XVI los obispos continuaron utilizando principalmente el título de obispos de Egitania, y solo más tarde se impuso el título actual.
Sin saber exactamente los límites de la antigua diócesis, durante algunos años los obispos entraron en conflicto con los episcopados vecinos de Coímbra y Viseu, hasta la sentencia del papa Alejandro IV que decretó los límites de las tres diócesis el 27 de abril de 1256.
En 1394 pasó a formar parte de la provincia eclesiástica de la arquidiócesis de Lisboa (hoy patriarcado).
El 21 de agosto de 1549 cedió una parte de su territorio para la erección de la diócesis de Portalegre (hoy diócesis de Portalegre-Castelo Branco) mediante la bula Pro excellenti del papa Paulo III. Tras ese traslado, el territorio diocesano quedó compuesto por 260 parroquias divididas en los distritos eclesiásticos de Celorico, Castelo Branco, Monsanto, Covillana y Penamacor y Abrantes.
El 12 de mayo de 1500 se celebró el primer sínodo diocesano, convocado por el obispo Pedro Vaz Gavião. El segundo sínodo se celebró en 1614 para la aplicación de los decretos del Concilio de Trento.
El seminario episcopal siempre tuvo una vida muy precaria y no siempre estuvo activo; el obispo Nuno de Noronha construyó el primer seminario y un nuevo palacio episcopal; el seminario fue reorganizado en 1763 y funcionó en el antiguo recinto hasta 1911, año en que el edificio fue confiscado por el Estado y hoy transformado en museo.
El 7 de junio de 1771 cedió los distritos de Castelo Branco, Monsanto y Abrantes para la erección de la diócesis de Castelo Branco mediante la bula Cum excellentissimus del papa Clemente XIV.
A raíz de la reorganización territorial prevista por la bula Gravissimum Christi del papa León XIII del 30 de septiembre de 1881, Guarda incorporó el territorio de la suprimida diócesis de Pinhel y partes de las diócesis de Coímbra y Castelo Branco. La diócesis tenía entonces 352 parroquias con 287 751 fieles.

## Estadísticas
Según el Anuario Pontificio 2022, la diócesis tenía a fines de 2021 un total de 249 250 fieles bautizados.
| Año                                                                             | Población            | Población | Población      | Sacerdotes | Sacerdotes    | Sacerdotes    | Bautizados por sacerdote | Diáconos permanentes | Religiosos | Religiosos | Parroquias |
| Año                                                                             | Bautizados católicos | Total     | % de católicos | Total      | Clero secular | Clero regular | Bautizados por sacerdote | Diáconos permanentes | Varones    | Mujeres    | Parroquias |
| ------------------------------------------------------------------------------- | -------------------- | --------- | -------------- | ---------- | ------------- | ------------- | ------------------------ | -------------------- | ---------- | ---------- | ---------- |
| 1949                                                                            | 424 000              | 424 512   | 99.9           | 318        | 312           | 6             | 1333                     |                      | 10         | 170        | 356        |
| 1970                                                                            | 374 946              | 375 254   | 99.9           | 318        | 302           | 16            | 1179                     |                      | 21         | 285        | 358        |
| 1980                                                                            | 327 000              | 328 000   | 99.7           | 254        | 235           | 19            | 1287                     |                      | 24         | 190        | 360        |
| 1990                                                                            | 290 000              | 295 000   | 98.3           | 217        | 197           | 20            | 1336                     |                      | 29         | 119        | 362        |
| 1999                                                                            | 250 000              | 265 000   | 94.3           | 189        | 173           | 16            | 1322                     |                      | 19         | 142        | 361        |
| 2000                                                                            | 250 000              | 265 000   | 94.3           | 183        | 168           | 15            | 1366                     |                      | 17         | 137        | 361        |
| 2001                                                                            | 250 000              | 265 000   | 94.3           | 184        | 169           | 15            | 1358                     |                      | 17         | 150        | 361        |
| 2002                                                                            | 250 000              | 265 000   | 94.3           | 188        | 171           | 17            | 1329                     |                      | 20         | 136        | 361        |
| 2003                                                                            | 250 000              | 265 000   | 94.3           | 186        | 169           | 17            | 1344                     |                      | 35         | 130        | 361        |
| 2004                                                                            | 250 000              | 260 000   | 96.2           | 177        | 160           | 17            | 1412                     |                      | 29         | 121        | 361        |
| 2006                                                                            | 250 700              | 260 700   | 96.2           | 164        | 150           | 14            | 1528                     |                      | 16         | 127        | 361        |
| 2013                                                                            | 254 300              | 265 000   | 96.0           | 142        | 127           | 15            | 1790                     | 18                   | 26         | 104        | 361        |
| 2016                                                                            | 251 100              | 261 700   | 95.9           | 130        | 114           | 16            | 1931                     | 17                   | 27         | 100        | 361        |
| 2019                                                                            | 249 000              | 259 570   | 95.9           | 115        | 102           | 13            | 2165                     | 17                   | 13         | 107        | 367        |
| 2021                                                                            | 249 250              | 259 880   | 95.9           | 110        | 97            | 13            | 2265                     | 21                   | 13         | 80         | 361        |
| Fuente: Catholic-Hierarchy, que a su vez toma los datos del Anuario Pontificio. |                      |           |                |            |               |               |                          |                      |            |            |            |

## Episcopologio

### Obispos de Egitania
- Adorico † (mencionado en 572)
- Comundo † (mencionado en 589)
- Licério † (antes de 597-después de 610)
- Montésio o Mentésio † (antes de 633-después de 638)
- Arménio † (mencionado en 646)
- Siclua o Selua † (antes de 653-después de 666)
- Monefonso † (antes de 681-después de 688)
- Argesindo † (mencionado en 693)
  - Sede suprimida

### Obispos de Guarda
- Rodrigo † (1199)
- Martinho Pais † (circa 1200-12 de noviembre de 1228 falleció)
- Vicente Hispano † (antes de mayo de 1229-21 de septiembre de 1248 falleció)
- Rodrigo Fernandes † (febrero de 1249-6 de septiembre de 1267 falleció)
- Vasco, O.F.M. † (17 de septiembre de 1267-noviembre de 1278 falleció)
- João Martins, O.F.M. † (24 de diciembre de 1278-después del 14 de marzo de 1301 falleció)
- Vasco Martins de Alvelos † (14 de febrero de 1302-23 de octubre de 1311 falleció)
- Rodrigo (II) † (1313)
- Estêvão † (antes del 4 de octubre de 1314-1316? falleció)
- Martinho † (7 de julio de 1319-1322 falleció)
- Guterres † (1 de octubre de 1322-11 de abril de 1326 nombrado obispo de Córdoba)
- Bartolomeu † (11 de abril de 1326-1345 falleció)
- Afonso Dinis † (9 de enero de 1346-15 de octubre de 1347 nombrado obispo de Évora)
- Lourenço Rodriguez † (15 de octubre de 1347-23 de mayo de 1356 nombrado obispo de Coímbra)
- Estêvão Tristão † (23 de mayo de 1356-? falleció)
- Gil Cabral de Viana † (10 de diciembre de 1358-? falleció)
- Vasco de Menezes † (26 de mayo de 1363-23 de julio de 1364 nombrado obispo de Coímbra)
- Gonçalo Martins ? †
- Afonso Correia † (7 de octubre de 1364-1384 depuesto)
- Vasco de Lamego, O.Cist. † (1384-circa 1394 falleció)
- Afonso Ferraz (circa 1394-1396?)
- Gil † (?)
- Gonçalo Vasques da Cunha † (29 de mayo de 1395-14 de agosto de 1426 falleció)
- Luís da Guerra † (12 de febrero de 1427-1458 falleció)
- João Manuel de Portugal e Vilhena, O.Carm. † (9 de julio de 1459-diciembre de 1476 falleció)
- João Afonso Ferraz † (17 de marzo de 1477-1478 falleció)
- Álvaro de Chaves † (31 de agosto de 1478-1481 renunció)
  - Garcia de Menezes † (5 de septiembre de 1481-1484 renunció) (administrador apostólico)
- Álvaro de Chaves † (17 de diciembre de 1484-1496 falleció) (por segunda vez)
- Pedro Vaz Gavião † (22 de junio de 1496-13 de agosto de 1516 falleció)
- Alfonso de Portugal † (9 de septiembre de 1516-23 de febrero de 1519 renunció)
- Jorge de Melo, O.Cist. † (23 de febrero de 1519-5 de agosto de 1548 falleció)
- Cristóvão de Castro † (5 de marzo de 1550-1552 falleció)
  - Sede vacante (1552-1556)
- João de Portugal † (23 de marzo de 1556-1585 falleció)
- Manuel de Quadros † (11 de diciembre de 1585-1593 falleció)
- Nuno de Noronha † (22 de agosto de 1594-12 de octubre o 27 de noviembre de 1608 falleció)
- Afonso Furtado de Mendonça † (9 de diciembre de 1609-5 de septiembre de 1616 nombrado obispo de Coímbra)
- Francisco de Castro † (18 de septiembre de 1617-19 de enero de 1630 renunció)
- Lopo de Sequeira Pereira † (7 de junio de 1632-4 de agosto de 1636 falleció)
  - Sede vacante (1636-1639)
- Dinis de Melo e Castro † (7 de febrero de 1639-24 de noviembre de 1639 falleció)
  - Sede vacante (1639-1669)[nota 2]
- Álvaro de São Boaventura, O.F.M.Cap. † (17 de junio de 1669-27 de junio de 1672 nombrado obispo de Coímbra)
- Martim Afonso de Melo † (12 de septiembre de 1672-1 de agosto de 1684 falleció)
- Luís da Silva Teles, O.SS.T. † (9 de abril de 1685-27 de agosto de 1691 nombrado arzobispo de Évora)
- João de Mascarenhas † (24 de marzo de 1692-24 de enero de 1693 falleció)
- Rodrigo de Moura Teles † (21 de junio de 1694-10 de marzo de 1704 nombrado arzobispo de Braga)
- António de Saldanha † (22 de marzo de 1706-28 de junio de 1711 falleció)
- João de Mendonça † (30 de enero de 1713-2 de agosto de 1736 falleció)
  - Sede vacante (1736-1741)
- José Fialho, O.Cist. † (2 de enero de 1741-18 de marzo de 1741 falleció)
- Bernardo António de Melo Osório † (26 de noviembre de 1742-9 de julio de 1771 falleció)
- Jerónimo Rogado de Carvalhal e Silva † (8 de marzo de 1773-19 de febrero de 1797 falleció)
- José António Pinto de Mendonça Arrais † (18 de diciembre de 1797-19 de abril de 1822 falleció)
- Carlos de São José de Azevedo e Sousa, O.F.M. † (24 de noviembre de 1823-1828 falleció)
  - Sede vacante (1828-1832)
- Joaquim José Pacheco Sousa † (2 de julio de 1832-23 de noviembre de 1857 falleció)
- Manuel Martins Manso † (18 de marzo de 1858-1 de diciembre de 1878 falleció)
  - Sede vacante (1878-1883)
- Tomás Gomes de Almeida † (9 de agosto de 1883-3 de enero de 1903 falleció)
- Manuel Vieira de Matos † (2 de abril de 1903-1 de octubre de 1914 nombrado arzobispo de Braga)
- José Alves Matoso † (3 de octubre de 1914-1 de febrero de 1952 falleció)
- Domingos da Silva Gonçalves † (1 de febrero de 1952 por sucesión-4 de junio de 1960 falleció)
- Policarpo da Costa Vaz † (9 de julio de 1960-17 de noviembre de 1979 renunció)
- António dos Santos † (17 de noviembre de 1979-1 de diciembre de 2005 renunció)
- Manuel da Rocha Felício, por sucesión el 1 de diciembre de 2005